# Venere, Vulcano e Marte
Venere, Vulcano e Marte, conosciuto anche come Marte e Venere sorpresi da Vulcano, è un dipinto a olio su tela di Jacopo Tintoretto, eseguito intorno al 1551-1552 e conservato nell'Alte Pinakothek di Monaco di Baviera.

## Storia
Non vi è conoscenza ne della committenza e neppure dei primi anni del dipinto si considera che potesse essere ospitata in un palazzo veneziano forse come sovrapporta, e che sia l'opera acquistata nel 1682 dal duca di Devonshire e proveniente dalla raccolta del pittore Peter Lely, considerazione accolta da molti come quella più plausibile. Il documento che maggior testimonia l'opera risale alla metà del XIX secolo quando si trovava nella pinacoteca di Hugh Andrew Johstone Munro che indicò l'autore nel Tintoretto senza però comprendere cosa la tela raffigurasse, e indicativamente Candaule e Gige. Venne venduta all'asta nel 1865 al mercante parigino Clarles Sedelmeyr e successivamente al pittore August von Kaulbach.
La maggior parte della critica ritiene sia un'opera autografa dell'artista veneziano.

## Descrizione
All'interno di una camera da letto dal puro stile rinascimentale, borghese, nella quale regna il silenzio più totale, il Dio del fuoco e del ferro Vulcano (il nome latino di Efesto) si avvicina alla moglie, la Dea dell'Amore Venere (o Afrodite), e le toglie la stoffa che la stessa si era posata sopra al pube per coprirsi in tutta fretta. Infatti il marito era entrato di soprassalto nella stanza, convinto di cogliere la donna in flagrante con l'amante che, preso alla sprovvista, si è dovuto nascondere sotto al letto. Il Dio Vulcano però non se n'è accorto; solo il cane sa dove si trova Marte, il Dio della guerra e amante di Venere. Lei, a metà tra lo sconcerto e lo stupore, ha ancora il braccio sinistro mezzo sospeso nell'intento di coprirsi. In una culla a fianco al suo letto si trova il figlio, Cupido (o Eros), che dorme beato ignaro di cosa sta succedendo o ben consapevole di cosa sia già successo nella stanza. Vulcano solleva il tessuto che copra il pube di Venere, affascinato, ma forse anche per trovare testimonianza del suo tradimento.
Per quanto si tratti di una scena della mitologia classica greco-romana, l'ambiente e lo stile sono visibilmente rinascimentali e più precisamente veneziani. L'arredo è sfarzoso ed è tipico di una casa nobile: lo si può notare dai finissimi broccati sui letti, dallo specchio curvo sullo sfondo e dalle piastrelle del pavimento.
La tela non segue i normali canoni del racconto che tendono a raffigurare i due amanti soli, che sono considerati da Esodo loro i veri marito e moglie o Vulcano arrabbiato con la moglie e non nei panni di un uomo affascinato dalla moglie, senza le tradizionali reti o catene. Il corpo nudo della donna è esaltato anche dal nero del mantello su cui lei appoggia e malgrado l'esser colta nel tradimento, appare pudica, quasi vergognosa della sua nudità. Anche l'amante, Marte, appare da sotto la cassapanca con l'elmo da guerriero ma sicuramente non nei panni del glorioso soldato, ma piuttosto in un amante impaurito. La scena è illuminata dalla luce che proviene dalla finestra che rappresenta il Sole, che aveva raccontato a Vulcano il tradimento della moglie, e che ne illumina la nudità, ma anche Amore, il piccolo figlio che dorme tranquillo, e lo specchio dove si riflette l'immagine curca del marito tradito. Tutto questo porta l'opera a passare dalla drammaticità della scena a essere rappresentata quasi in modo burlesco, come fosse non un dramma ma una commedia. Nessuna fonte classica propone questo tipo di narrazione e con detti particolari. Del soggetto l'artista ne aveva realizzato uno studio conservato nel museo berlinese, uno dei pochi disegni preparatori dell'artista che non ne produceva quasi mai.
Il dipinto, tanto particolare testimonia la libertà dell'artista, che può raccontare e contrapporre la sensualità olimpica in un fatto quotidiano sicuramente lontano dal mitologico.